# Cinderella – Ein Liebesmärchen in Rom
Cinderella – Ein Liebesmärchen in Rom (Originaltitel: Cenerentola) ist ein italienischer Fernsehfilm von Christian Duguay aus dem Jahr 2011 und eine Neuverfilmung die auf dem Film Cinderella ’80 aus dem Jahr 1984 basiert. Der Zweiteiler mit Vanessa Hessler in der titelgebenden Hauptrolle basiert zum Teil auf dem Märchen Aschenputtel. Tragende Rollen sind mit Flavio Parenti, Ruth Maria Kubitschek, Natalia Wörner und Hary Prinz besetzt.

## Handlung
- Teil 1

Rom in der Nachkriegszeit: Die 13-jährige Halbwaise Aurora de Luca lebt mit ihrem Vater Valerio, einem Dirigenten, und ihrer Stiefmutter Irene sowie deren Töchtern Lucia und Teresina in Rom. Irene kam nach dem Tod von Auroras Mutter ins Haus, um den Haushalt zu führen. Als ihr Vater plötzlich stirbt, wandelt Irene das Zuhause der Familie in ein Hotel um. Außerdem wird Aurora von der Privatschule genommen und arbeitet stattdessen als Küchenkraft im Hotel. Aurora würde viel lieber ein Konservatorium besuchen, da sie das Talent ihrer verstorbenen Mutter, einer großen Pianistin, geerbt hat. Eines Tages lernt Aurora in der Villa nebenan Sebastian Ausperg und dessen Bruder Freddie kennen. Sie verliebt sich augenblicklich in Sebastian und verabredet sich für den nächsten Tag mit ihm, doch da ist die Familie Ausperg bereits ausgezogen.
Kurz vor Auroras 21. Geburtstag kehrt die Familie zurück. Aurora besucht Sebastian, aber dieser erkennt sie nicht. Sebastian hat nach dem Tod seines Bruders die Firma seines Vaters Edwin übernommen und muss gerade einen schwierigen Vertragsabschluss mit Martone vorbereiten. Zur selben Zeit reist die erfolgreiche, amerikanische Geschäftsfrau Laura Cooper im Hotel De Luca an, um die Familie Ausperg auszuspionieren und Martone selbst unter Vertrag zu nehmen. Sie freundet sich mit Aurora an und gerät des Öfteren mit Irene aneinander.
Sebastian engagiert Aurora als Dienstmädchen für einen kleinen Umtrunk. Dabei kommt es zu einem kleinen Unfall, durch den Aurora erfährt, dass Sebastian sich noch an sie erinnern kann. Doch dieser plant, um die Verträge mit Martone voranzutreiben, dessen Tochter Tina zur Frau zu nehmen. Aus diesem Grund veranstaltet er einen Maskenball und will bei diesem Anlass Tina einen Heiratsantrag machen. Auch Irene kommt durch eine List an drei Einladungen. Aurora kann dies nicht glauben und heult sich bei Laura aus. Da auch sie eine Einladung erhielt, gibt sie diese an Aurora weiter. Aurora schneidert sich aus dem Hochzeitskleid ihrer Mutter ein Kleid für das Fest, das jedoch durch Lucia und Teresina zerstört wird. Wieder ist es Laura, die Aurora hilft und dafür sorgt, dass sie ein zauberhaft Kleid bekommt.
Kaum auf dem Maskenball erschienen, richten sich alle Augen auf Aurora. Auch Sebastian wird auf sie aufmerksam und verliebt sich in sie, sehr zum Missfallen von Edwin und Tina. Im angrenzenden Labyrinth kommen sich Sebastian und die maskierte Aurora näher und küssen sich. Als Tina plötzlich auftaucht, verlässt Aurora fluchtartig das Labyrinth und verliert dabei einen Schuh. Sebastian findet diesen und nimmt ihn an sich. Tina findet unterdessen heraus, dass Sebastian mit der Unbekannten im Labyrinth war und verlässt gemeinsam mit ihrem Vater den Ball. Aurora beschließt Sebastian die Wahrheit zu sagen und lädt ihn zu einem Klavierkonzert ein. Als dieser die Einladung erhält, ahnt und hofft er, dass sie von der maskierten Schönheit stammt. Als er dann beim Konzert nur auf Aurora trifft, ist er verwundert, dass niemand sonst auftaucht. Aurora ist enttäuscht und behält ihr Geheimnis für sich in dem Glauben, dass eine Küchenhilfe nicht den Wunschvorstellungen von Sebastian entspricht.
- Teil 2

Zur selben Zeit beschließt Sebastian Nachforschungen über Laura Cooper einzuholen, da er ahnt, dass sie etwas vorhat. Als er von seinem Informanten eine schockierende Geschichte aus Lauras Vergangenheit erfährt – diese hat damals ihre Tochter enterbt – beschließt er die Informationen nicht zu veröffentlichen. Trotzdem gelangt die Geschichte in die Presse. Irene sieht in der Tageszeitung das Bild von Lauras Tochter und erkennt darin Auroras Mutter. Da ihr die Verbindung zwischen Laura und Aurora ein Dorn im Auge ist, offenbart sie ihrer Stieftochter die Wahrheit über Laura. Aurora ist von ihrer Großmutter enttäuscht und zieht sich von ihr zurück.
Unterdessen versöhnt sich Sebastian mit Tina und bereitet die Hochzeit vor, jedoch kann er die Unbekannte nicht vergessen. Bei einem Ausflug mit Aurora kommt er dahinter, dass er ihr bereits damals begegnet ist. Er weiß auch noch, dass sie eine begnadete Pianistin ist und überredet sie, in einem Lokal zu spielen. Dabei werden sie von Reportern belästigt, können jedoch fliehen. Unter einer Brücke kommt es zwischen den beiden jungen Menschen beinahe zu einem Kuss, doch Sebastian macht einen Rückzieher. Er erklärt Aurora, dass er sich in die Unbekannte verliebt habe und in ihr nur eine gute Freundin sehe.
Irene hat inzwischen finanzielle Probleme, weswegen sie Auroras Klavier verkaufen will. Aurora bittet sie, das Geld von ihrem Fonds abzuziehen, der ihr an ihrem 21. Geburtstag zusteht. Mit dem Geld möchte sie sich den Unterricht an einem Konservatorium sichern. Irene eröffnet ihr jedoch, dass sie das Geld aus ihrem Fonds schon längst ausgegeben habe. Aurora behauptet daraufhin, dass sie eine Kopie des Testaments ihres Vaters besitze, aus der hervorgehe, dass sie das gar nicht dürfe. Als Irene auf die Idee kommt, das Zimmer von Aurora zu durchsuchen, findet sie den Schuh, den Aurora beim Maskenball getragen hatte.
An Auroras 21. Geburtstag taucht Sebastian im Hotel auf, um ihr zu gratulieren. Diesen Anlass nutzt Irene, um Sebastian den Schuh Auroras zu zeigen. Nun weiß er, dass Aurora die Unbekannte vom Maskenball ist. Irene behauptet aber auch, dass Aurora im Auftrag ihrer Großmutter Laura gehandelt habe, um Sebastian auszuspionieren. Enttäuscht bricht Sebastian daraufhin mit ihr. Aurora ist zutiefst traurig und verlässt das Hotel. Durch ihren ehemaligen Klavierlehrer erhält Aurora dann doch noch ein Stipendium an einem Konservatorium. Dort trifft sie ihre Großmutter wieder, die Aurora Klavierspielen hören will. Es kommt zur Versöhnung zwischen beiden.
Zur selben Zeit taucht ein Anwalt im Hotel auf, der Irene zu verstehen gibt, dass ihr Anwalt wegen Urkundenfälschung angeklagt worden ist. Irene hat nach dem Tod ihres Mannes Valerio das Testament fälschen lassen, da das Anwesen eigentlich Aurora vererbt worden ist. Zusammen mit ihren beiden Töchtern muss Irene das Haus nun verlassen, schwört jedoch, dass sie zurückkehren werde.
Als der Tag der Hochzeit von Sebastian und Tina gekommen ist, erkennt er, dass er Tina nicht liebt und sagt die Hochzeitsfeierlichkeiten kurzfristig ab. Da Aurora zu diesem Zeitpunkt ihr erstes Konzert gibt, eilt er dorthin. Er bittet Aurora ihm zu verzeihen, denn sie habe ihn dazu gebracht, wieder er selbst zu sein. Ein Kuss besiegelt beider Entschluss, zusammen zu bleiben.

## Produktion

### Dreharbeiten
Die Dreharbeiten fanden in Rom und in der Region Latium in Italien statt. Im Film trägt Isabel Yardley den Song When Will You See von Andrea Guerra vor.

### Synchronisation
Die deutsche Synchronisation fertigte die Synchronfirma Berliner Synchron AG Wenzel Lüdecke unter der Dialogregie von Susanna Bonasewicz an.
| Rolle             | Darsteller            | Deutsche Sprecher      |
| ----------------- | --------------------- | ---------------------- |
| Aurora de Luca    | Vanessa Hessler       | Luise Helm             |
| Sebastian Ausperg | Flavio Parenti        | Leonhard Mahlich       |
| Laura Cooper      | Ruth-Maria Kubitschek | Ruth-Maria Kubitschek  |
| Irene de Luca     | Natalia Wörner        | Natalia Wörner         |
| Tina Martone      | Ilaria Spada          | Ranja Bonalana         |
| Martone           | Hary Prinz            | Hary Prinz             |
| Romolo            | Frank Crudele         | Lutz Schnell           |
| Veronica          | Carlotta Natoli       | Marion Musiol          |
| Valerio de Luca   | Massimo Poggio        | Bernd Vollbrecht       |
| Edwin Ausperg     | Urbano Barberini      | Hans-Jürgen Dittberner |
| Claudia Ausperg   | Mariella Valentini    | Ariana Weil            |
| Lucia             | Elisa Di Eusanio      | Giuliana Jakobeit      |
| Teresina          | Giulia Andò           | Julia Meynen           |

### Veröffentlichung
Der Zweiteiler wurde in Italien am 30. und 31. Oktober 2011 auf Rai 1 ausgestrahlt. Der erste Teil erreichte 6,39 Millionen Zuschauern, dies entspricht einem Marktanteil von 26,18 Prozent. Den zweiten Teil, der am darauffolgenden Tag gezeigt wurde, sahen 6,97 Millionen Zuschauer, woraus sich ein Marktanteil von 27,94 Prozent ergab.
In Deutschland lief am 30. August 2014 eine um etwa eine Stunde gekürzte Version in der ARD. Die Erstausstrahlung wollten 3,15 Millionen Zuschauer, Marktanteil 12,3 Prozent, sehen. In der werberelevanten Zielgruppe wurden 8,5 Prozent Marktanteil ermittelt. Diese gekürzte Version wurde auch am 26. September 2014 auf DVD veröffentlicht. Die Veröffentlichung als Zweiteiler erfolgte am 24. Oktober 2014 bei Sony Entertainment Television.
In den USA wurde der Film ebenfalls 2011 veröffentlicht, dort unter dem Originaltitel Cenerentola. Veröffentlicht wurde der Film zudem im Dezember 2012 in Frankreich sowie unter dem Titel Cenicienta in Spanien.
Am 26. September 2014 gab Studio Hamburg Enterprises den Film mit einer deutschen Tonspur auf DVD heraus.

## Kritik
Auf der Seite The Movie Scene hieß es, der Film stelle eine italienische Version des klassischen Märchens dar, sei jedoch verschönert und verändert worden. Obwohl der Film, der ursprünglich eine Miniserie gewesen sei, fast dreieinhalb Stunden dauere, sei dies eine Zeit, die gut angelegt sei. Die Erweiterungen der traditionellen Aschenputtel-Geschichte sei nicht das einzig Beeindruckende an Cenerentola, da Regisseur Christian Duguay, einen wunderschönen Film geschaffen habe, der von einer zauberhaften italienischen Landschaft profitiere und es zudem schaffe, die Handlung so am Laufen zu halten, dass man nie das Gefühl habe, es dauere zu lange. Gelobt wurden Natalia Wörner in ihrer Rolle als böse Irene sowie Flavio Parenti als Sebastian. Die Stars des Films aber seien zwei attraktive Frauen, einmal Vanessa Hessler als Aurora und zum anderen Ruth Maria Kubitschek als Mrs. Cooper. Beide seien beeindruckend. Auch verbinde sie eine so großartige Chemie, dass man berührt sei, und Kubitschek habe eines dieser Gesichter und die Fähigkeit etwas auszudrücken, ohne dabei sprechen zu müssen.
TV Spielfilm hingegen hielt den Daumen nach unten und (ver)urteilte den Film in Bausch und Bogen: „Simpel, miserabel gespielt, ohne jedes Rom-Flair.“ Fazit: „Drei taube Nüsse für dieses Aschenbrödel.“